# François Bousquet

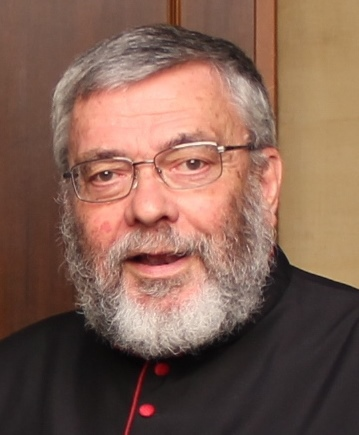
François Bousquet, 2017

François Bousquet (* 15. März 1947 in Domont) ist ein französischer Theologe und römisch-katholischer Geistlicher.

## Leben
François Bousquet studierte Philosophie an der Sorbonne und am Institut Catholique de Paris. 1971 wurde er promoviert und lehrte von 1969 bis 1973 Philosophie an der Philosophischen Fakultät der Université de Sherbrooke in Quebec. 1975 empfing er in Pontoise die Priesterweihe und war in der Diözesanseelsorge tätig. Von 1988 bis 1993 war er Bischofsvikar im Bistum Pontoise. Von 1993 bis 2003 war er spiritueller Direktor am Seminar der Karmelitinnen am Institut Catholique de Paris.
Bousquet lehrte Geschichte der griechischen Philosophie (1978–1989) und Fundamentaltheologie (1989–1999) am Institut Catholique de Paris (ICP). 1999 übernahm er die Leitung des Instituts für Wissenschaft und Theologie der Religionen und von 2005 bis 2008 die Forschungsleitung am ICP. 2011 erfolgte die Ernennung zum Rektor des Konvikts Saint Louis des Français in Rom.
Er ist Mitglied zahlreicher wissenschaftlicher Gremien. Er ist Mitglied des Päpstlichen Rates für die Kultur und des Päpstlichen Rates für die interreligiösen Dialog. Er gilt als renommierter Kierkegaard-Spezialist. Er hat viele grundlegende theologische Werke veröffentlicht.

## Ehrungen und Auszeichnungen
- Ernennung zum Ehrenprälaten Seiner Heiligkeit durch Papst Benedikt XVI. (2012)